# Kremlin de Nijni Novgorod
Pour les articles homonymes, voir Kremlin (homonymie).
Le kremlin de Nijni Novgorod (russe : Нижегородский Кремль, Nijegorodskiy Kremlʹ), souvent appelé simplement le Kremlin, est une grande forteresse (kremlin) située au cœur de Nijni Novgorod, la capitale administrative du district fédéral de la Volga. Pietro Francesco, architecte italien (Friazine), a participé à sa construction en 1509 à la demande de Vassili III. Il se situe dans l'arrondissement Nijegorodski.

## Histoire

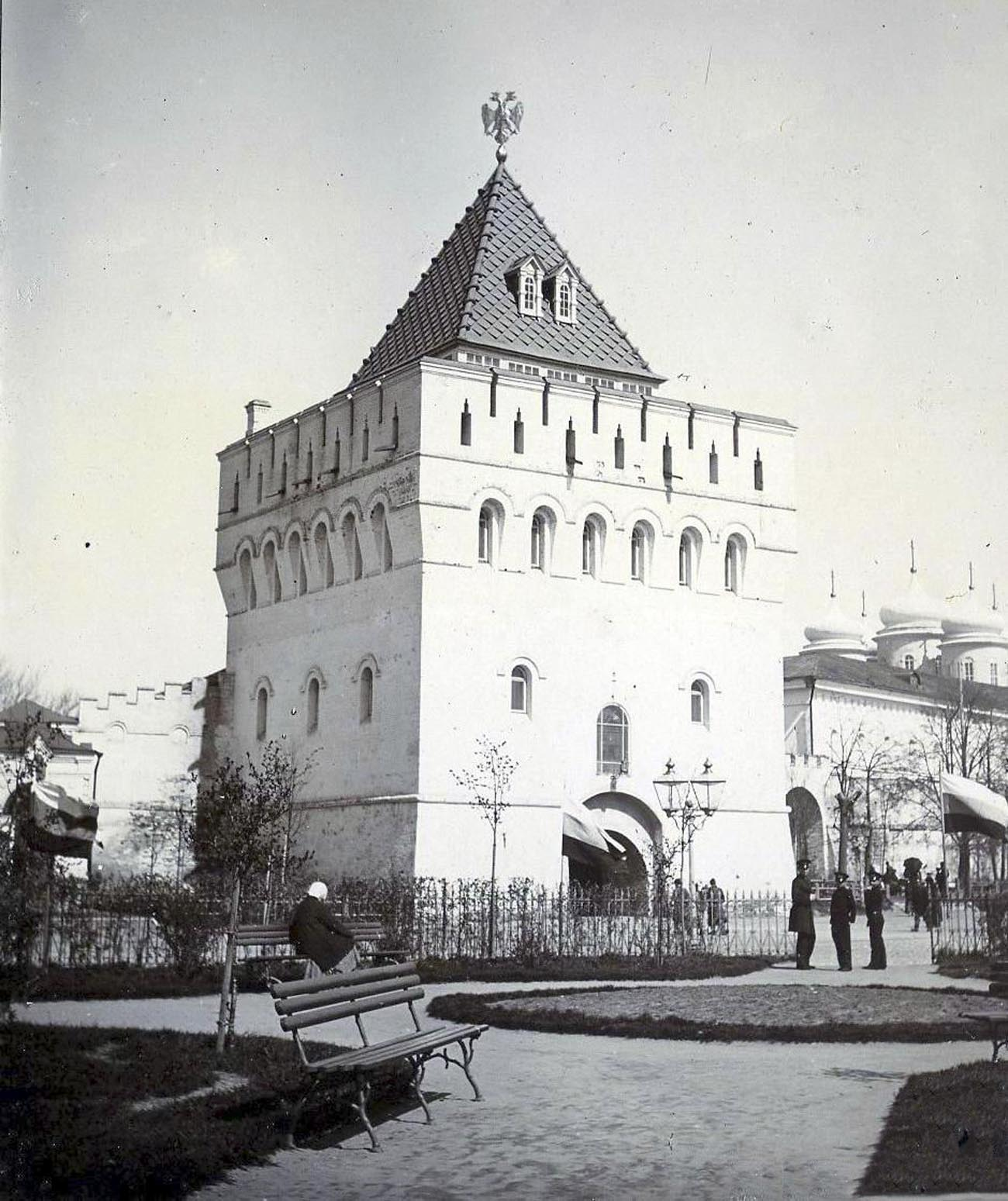
La tour Dmitrievskaïa est la tour principale du Kremlin de Nijni Novgorod. 1896

La première tentative de remplacement du fort en bois par un kremlin en pierre a été enregistrée en 1374, mais la construction s'est limitée à une seule tour, connue sous le nom de tour Dmitrievskaïa (Saint-Démétrius). Sous le règne d'Ivan III, Nijni Novgorod jouait le rôle de ville de garde, ayant une garnison permanente ; le kremlin servait donc de lieu de rassemblement des troupes pour les actions de Moscou contre le khanat de Kazan. Afin de renforcer les défenses de la ville, les travaux de construction des remparts reprirent.
La construction du Kremlin en pierre a commencé en 1500 avec la construction de la tour Ivanovskaïa (Saint-Jean) ; le travail principal a commencé en 1508 et en 1515 un bâtiment grandiose a été achevé. Les murs de chêne qui formaient les anciennes fortifications ont été détruits par un énorme incendie en 1513. Le mur de deux kilomètres a été renforcé par 13 tours (l'une d'elles - Zatchatskaïa (Conception) - était sur la rive de la Volga ; non conservée, mais a été reconstruite en 2012). Cette « ville de pierre » avait une garnison permanente avec des armes d'artillerie solides. Avec la chute de Kazan, le Kremlin de Nijni Novgorod a perdu son importance militaire et, plus tard, il a abrité la ville et les autorités provinciales.
Pendant la Seconde Guerre mondiale, les toits des tours Taïnitskaïa (du Secret), Severnaïa (du Nord) et Tchassovaïa (de l'Horloge) ont été démantelés et des mitrailleuses antiaériennes ont été installées sur les plates-formes supérieures. Ainsi, la forteresse défendait l'espace aérien de la ville de la Luftwaffe. La Luftwaffe a bombardé le pont de Kanavino et la foire, mais la défense aérienne du Kremlin a défendu ces objets.
Le 30 janvier 1949, le Conseil des ministres de la RSFSR a rendu un arrêté pour la restauration du Kremlin de Nijni Novgorod. La tombe de Kouzma Minine est installée en 1962 dans la cathédrale Saint-Michel-Archange du Kremlin. En 1972, la Philharmonie de Nijni Novgorod s'installe dans les anciens bâtiments gouvernementaux dans l'enceinte du Kremlin. En 1992, le musée des Beaux-Arts de Nijni Novgorod s'installe dans l'ancien palais du Gouverneur.
En octobre 2018, des archéologues ont découvert les vestiges d'une colonie et d'un cimetière médiévaux sur le site de l'église détruite de Saint-Siméon-le-Stylite. Les découvertes appartiennent au XIIIe siècle et à la couche culturelle la plus ancienne - remontant à 1221, date de la fondation de Nijni Novgorod. Après toutes les fouilles, les expositions sont muséifiées, les squelettes réenterrés et l'église Saint-Siméon-le-Stylite est reconstruite en 2020-2021 dans son aspect originel.

Le manège de Nijni Novgorod, construit au début du XIXe siècle, se trouve dans l'enceinte du Kremlin. Il a été restauré en 2018-2021 et sert désormais de salle d'exposition. La caserne du bataillon de garnison construite au début du XIXe siècle sert de musée.

Tours du kremlin de Nijni Novgorod.

## Tours
- Tour Guéorguievskaïa (russe : Георгиевская башня, Tour Saint Georges)
- Tour Borissoglebskaïa (russe : Борисоглебская башня, Tour de Saints Boris et Gleb ; détruite par un glissement de terrain au XVIIIe siècle, reconstruite en 1972)
- Tour Zatchatskaïa (russe : Зачатская башня, Tour de la Conception ; détruite par un glissement de terrain au XVIIIe siècle, reconstruite en 2012)
- Tour Belaïa (russe : Белая башня, Tour Blanche)
- Tour Ivanovskaïa (russe : Ивановская башня, Tour Saint-Jean)
- Tour Tchasovaïa (russe : Часовая башня, Tour de l'Horloge)
- Tour Severnaïa (russe : Северная башня, Tour Nord)
- Tour Taïnitskaïa (russe : Тайницкая башня, Tour secrète)
- Tour de Koromyslova (russe : Коромыслова башня, Tour de poteau)
- Tour Nikolskaïa (russe : Никольская башня, Tour Saint-Nicolas)
- Tour Kladovaïa (russe : Кладовая башня, Tour du garde-manger)
- Tour Dmitrievskaïa (russe : Дмитриевская башня, Tour Saint-Démétrius)
- Tour Porokhovaïa (russe : Пороховая башня, Tour de la poudre)

Les 13 tours suivantes survivent. Dans le sens inverse des aiguilles d'une montre :

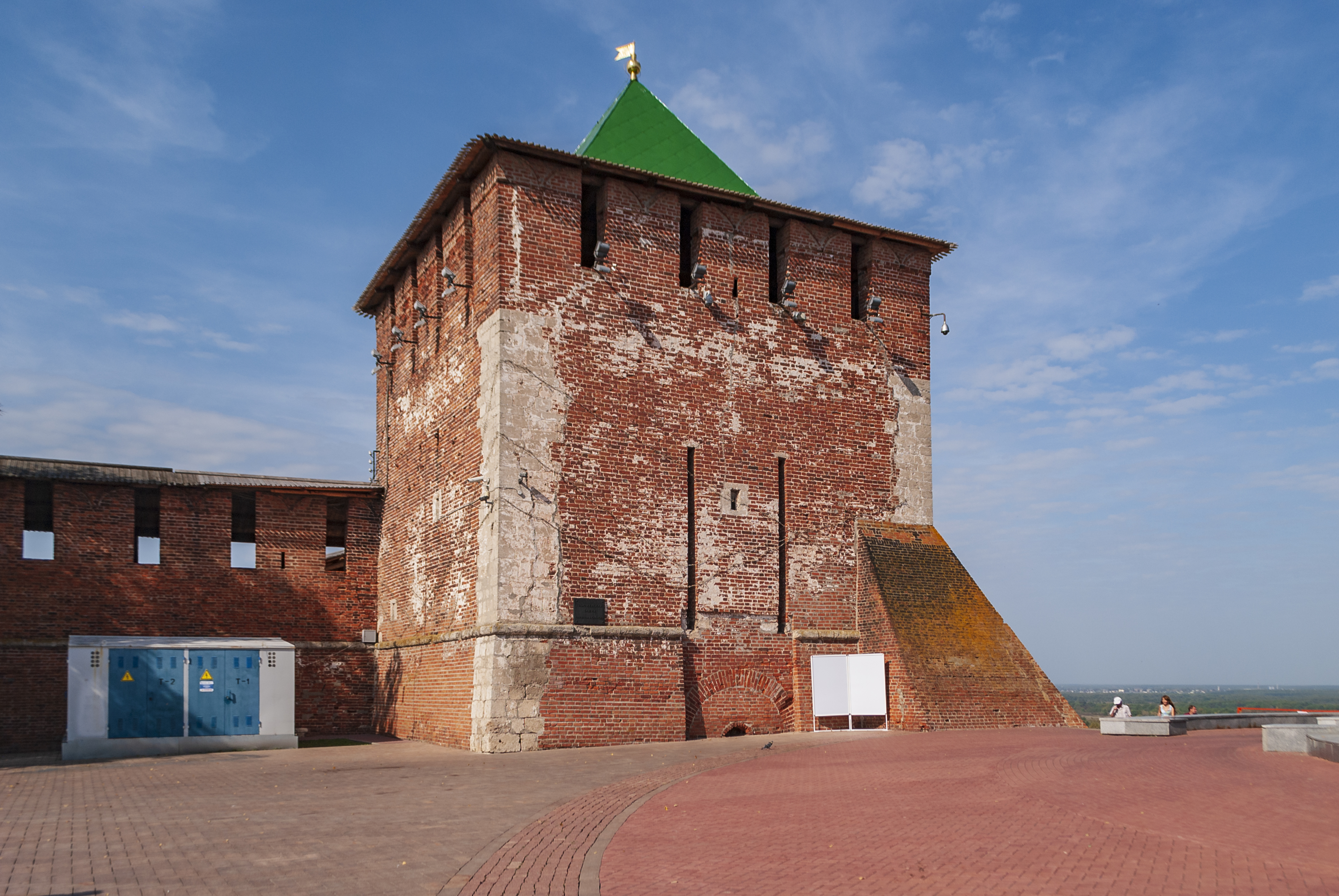
Tour Guéorguievskaïa
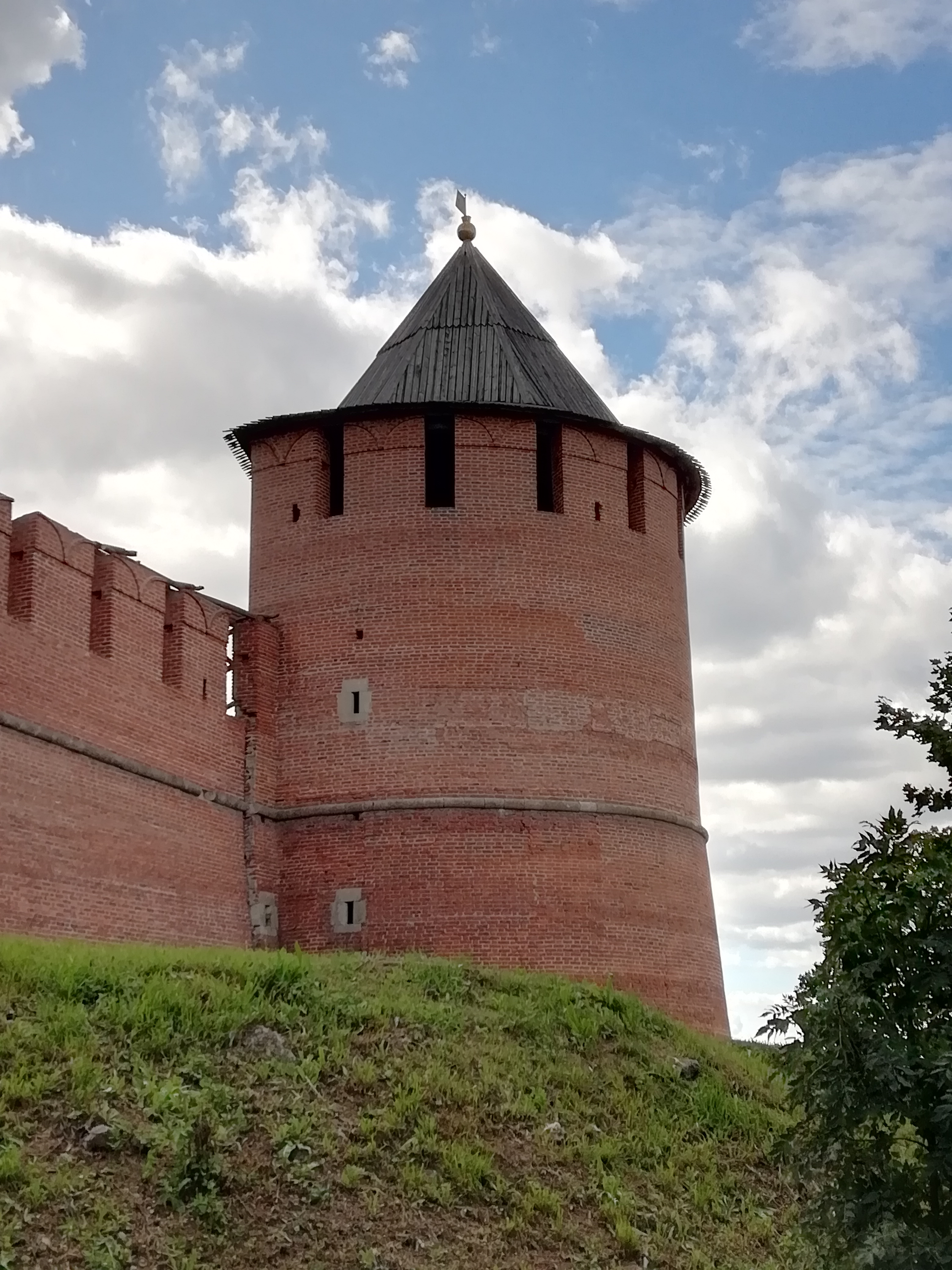
Tour Borissoglebskaïa
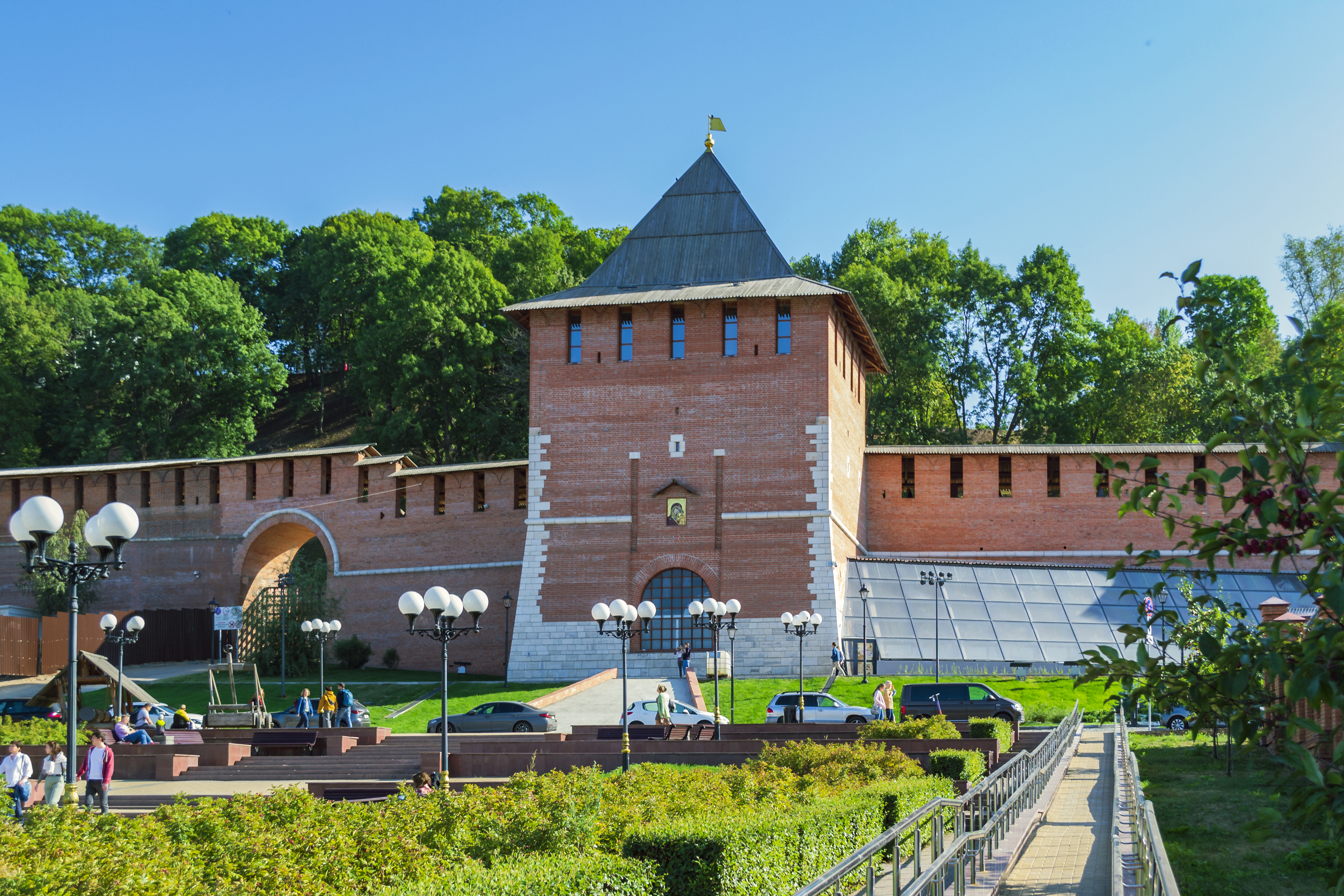
Tour Zatchatskaïa
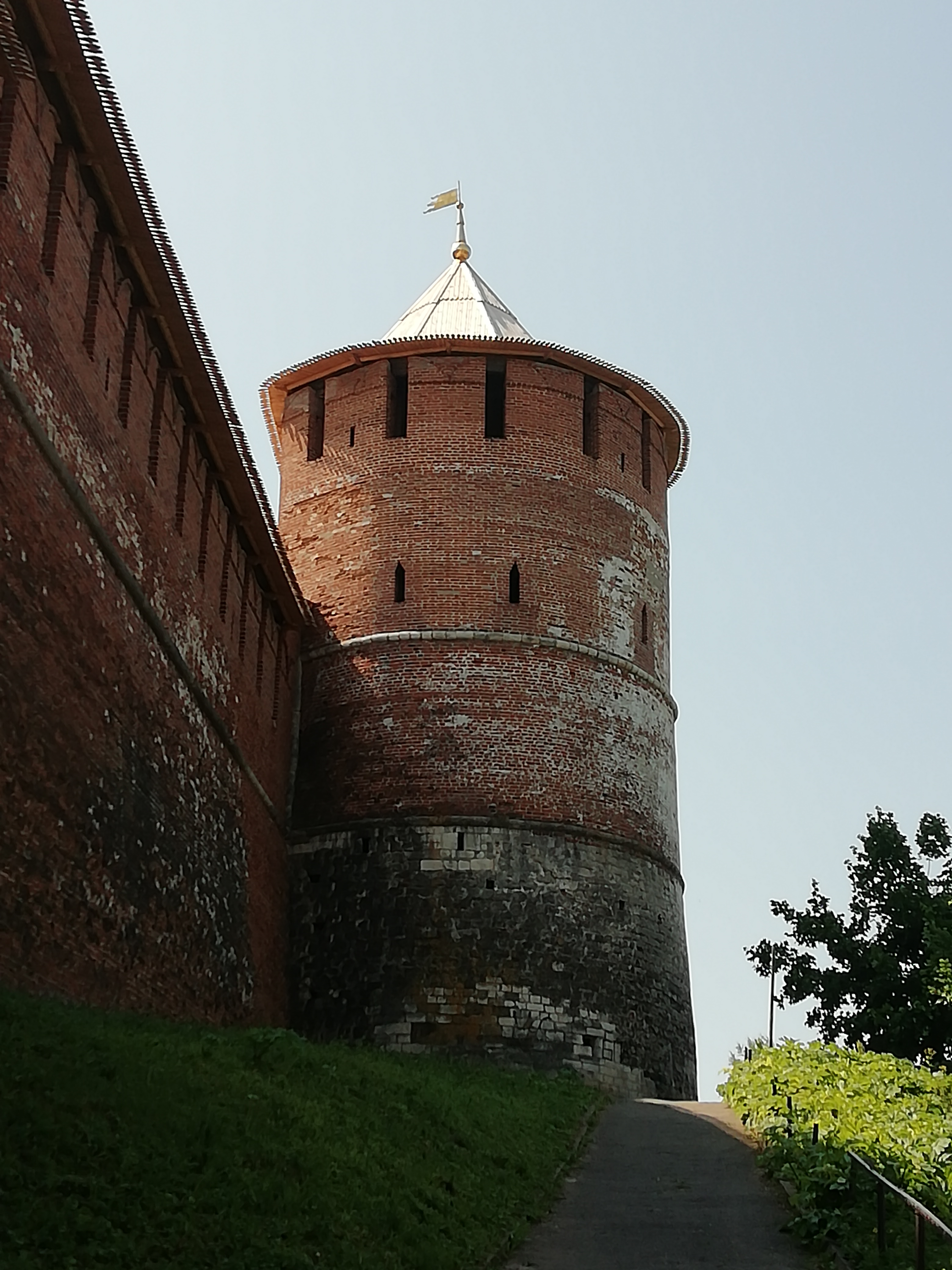
Tour Belaïa
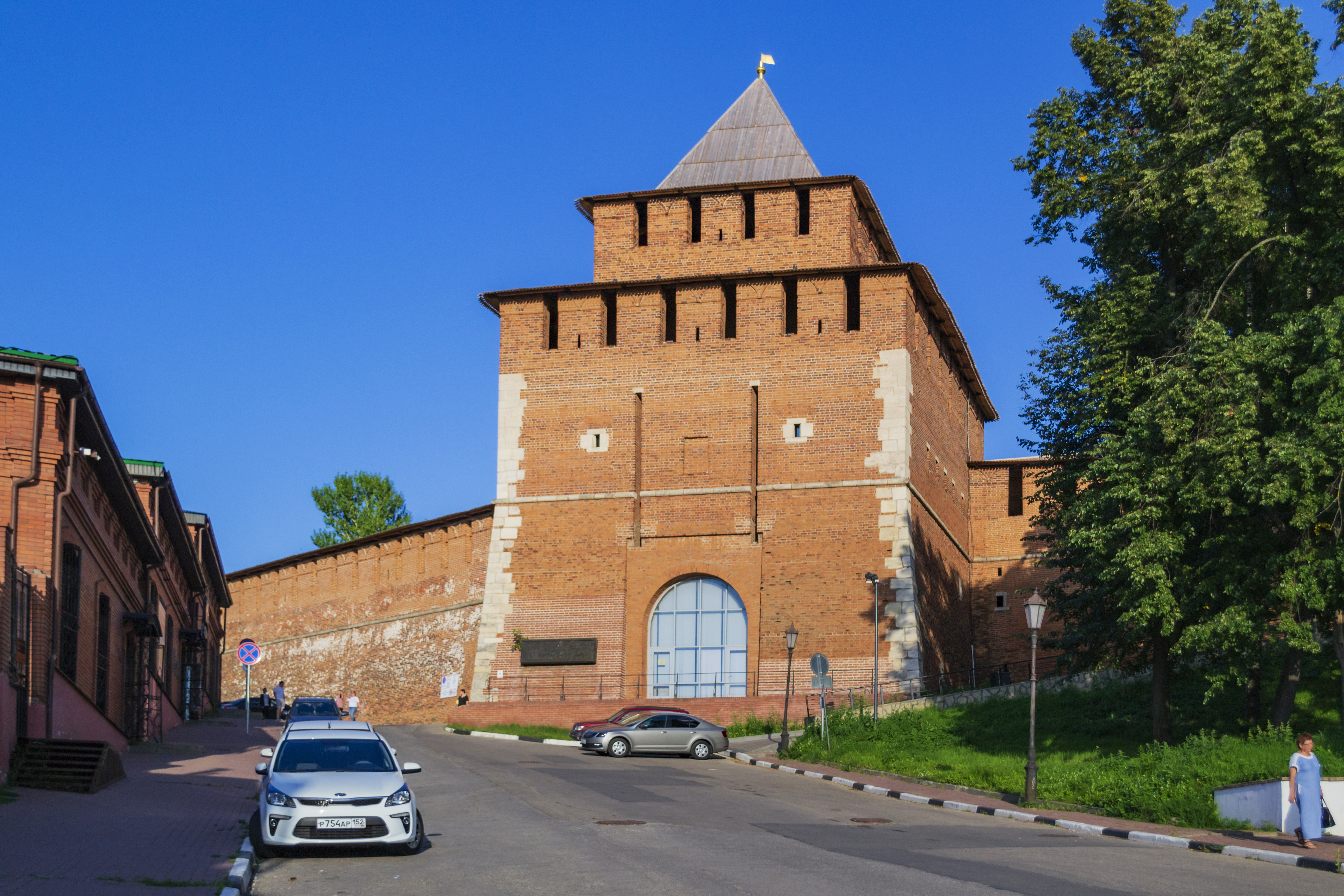
Tour Ivanovskaïa
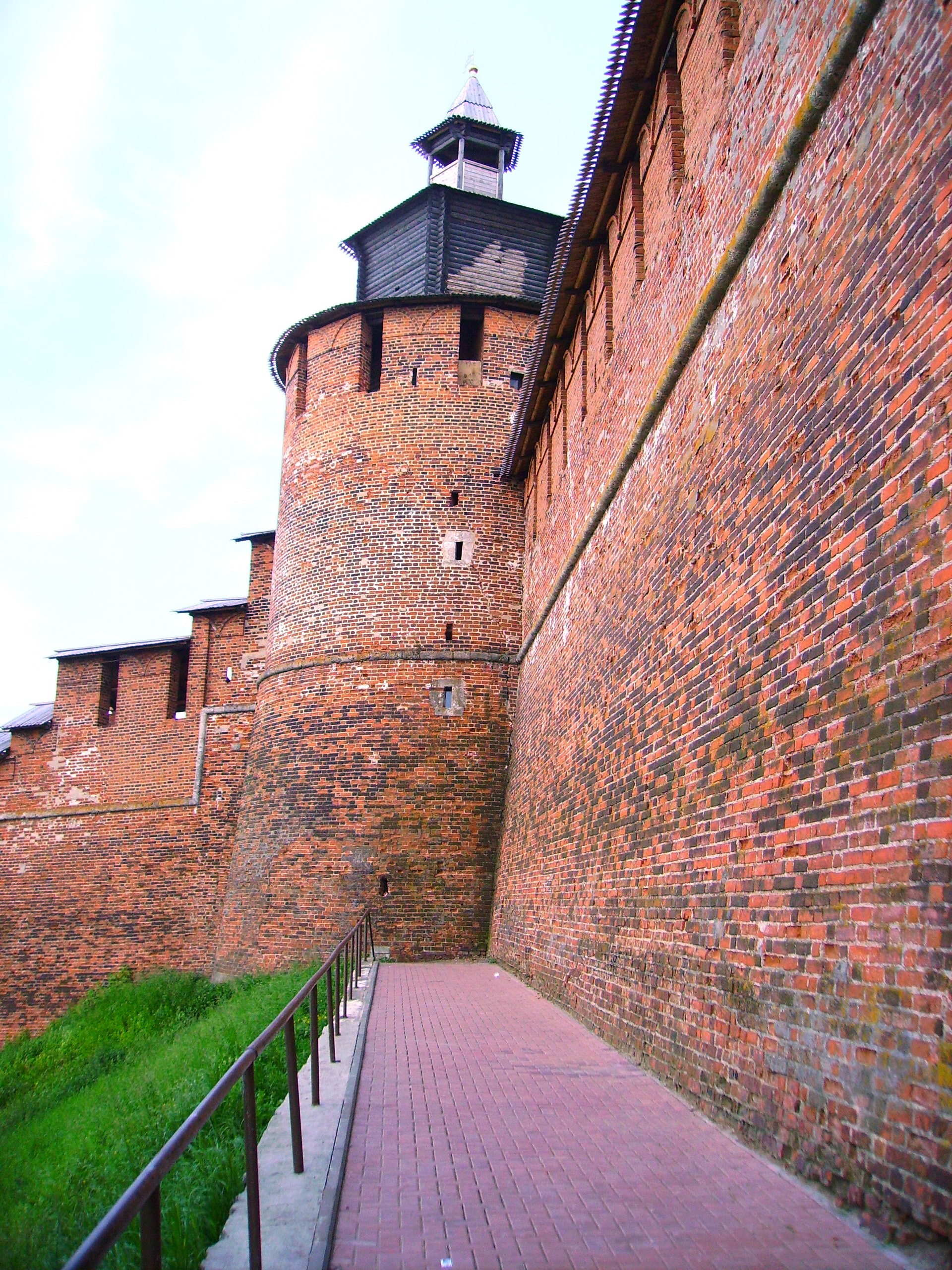
Tour Tchassovaïa
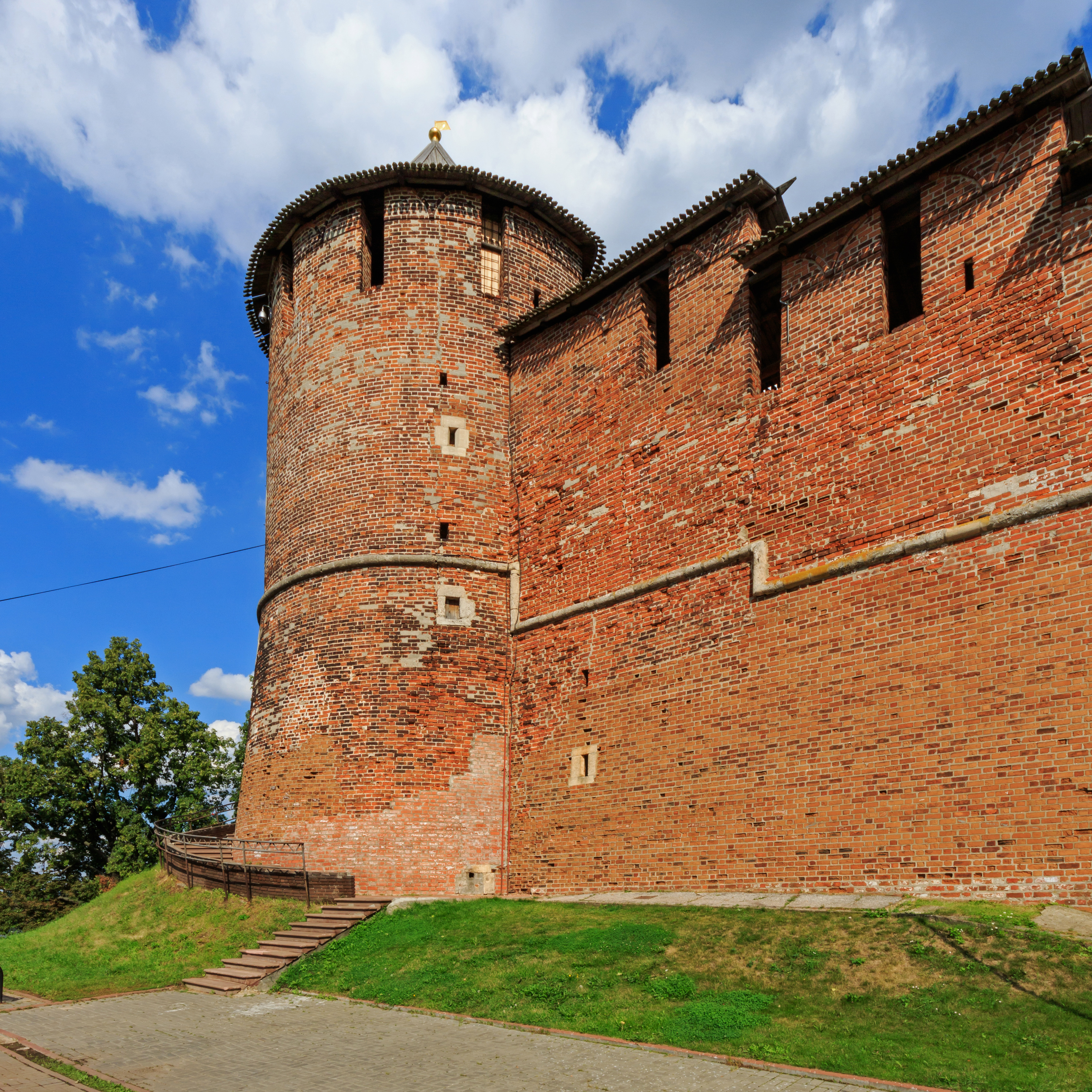
Tour Severnaïa
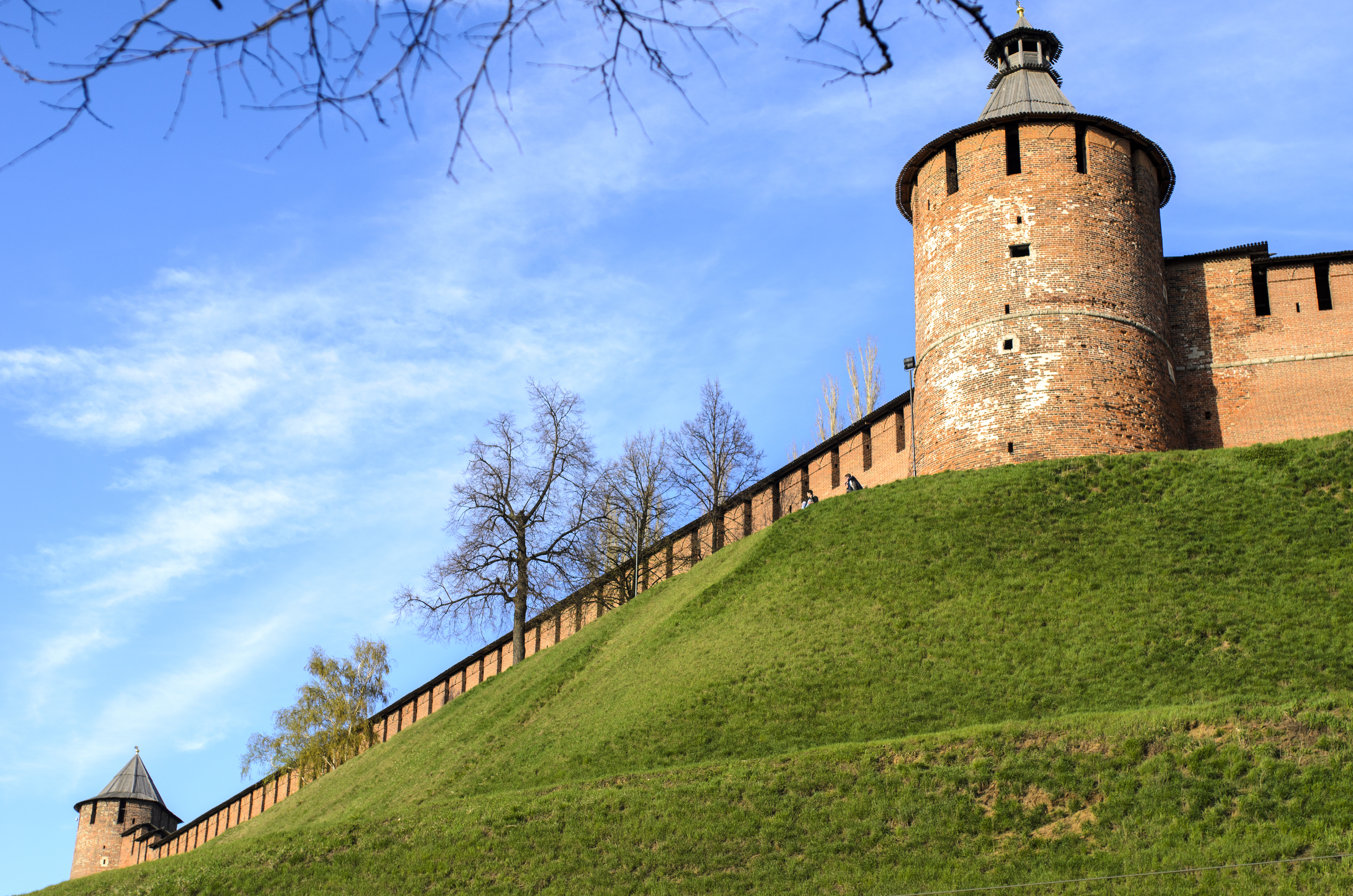
Tour Taïnitskaïa
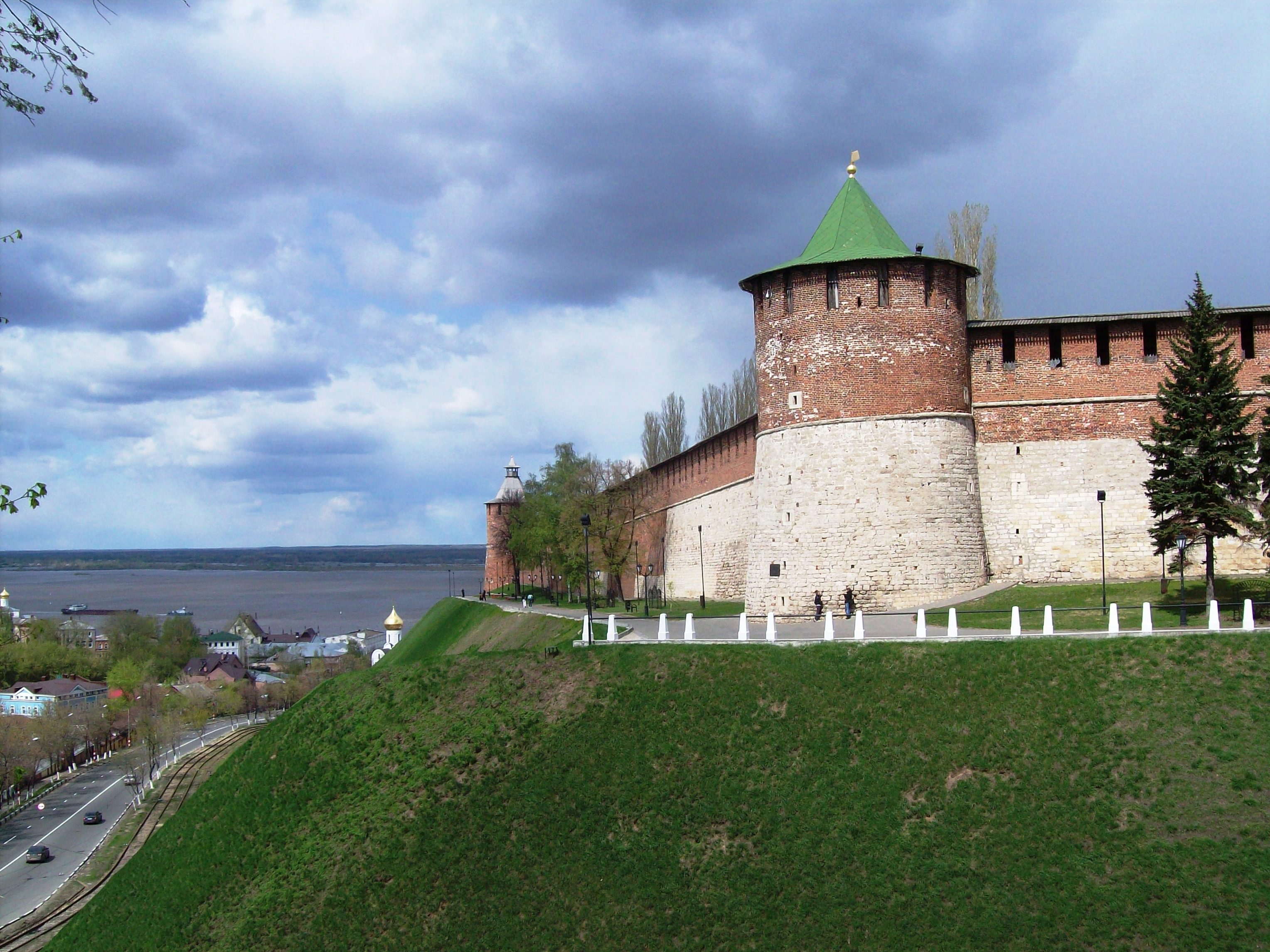
Tour de Koromyslova
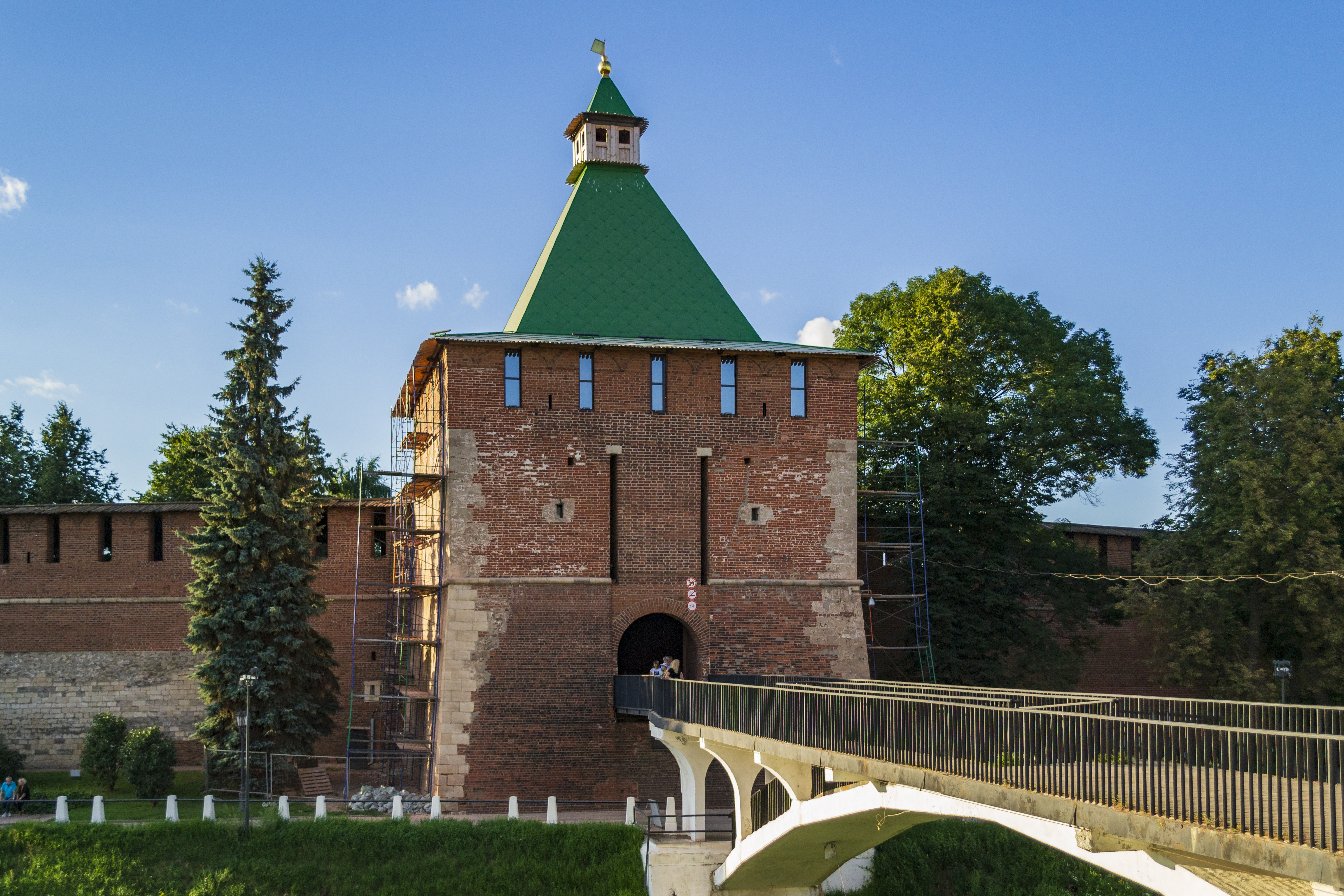
Tour Nikolskaïa
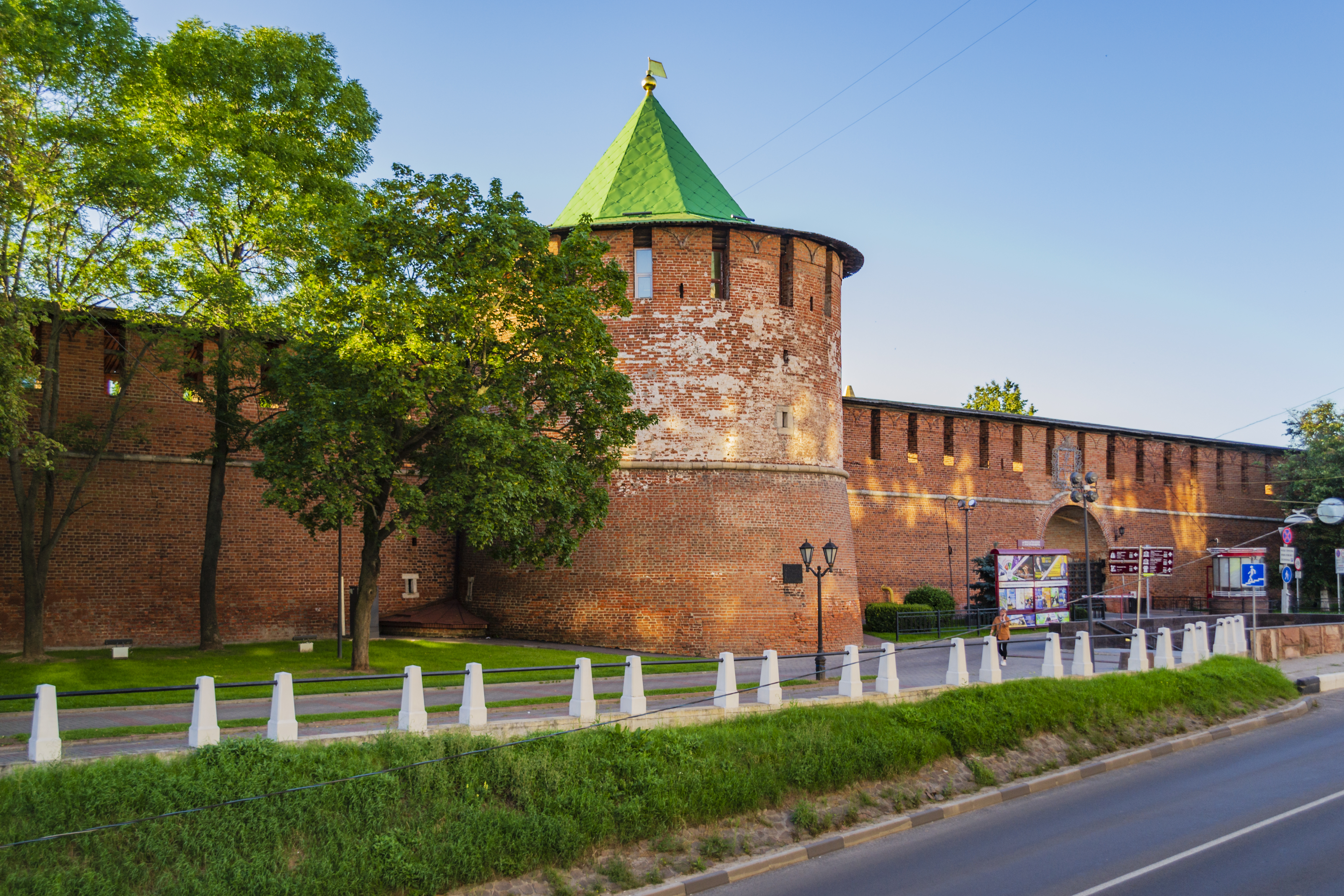
Tour Kladovaïa
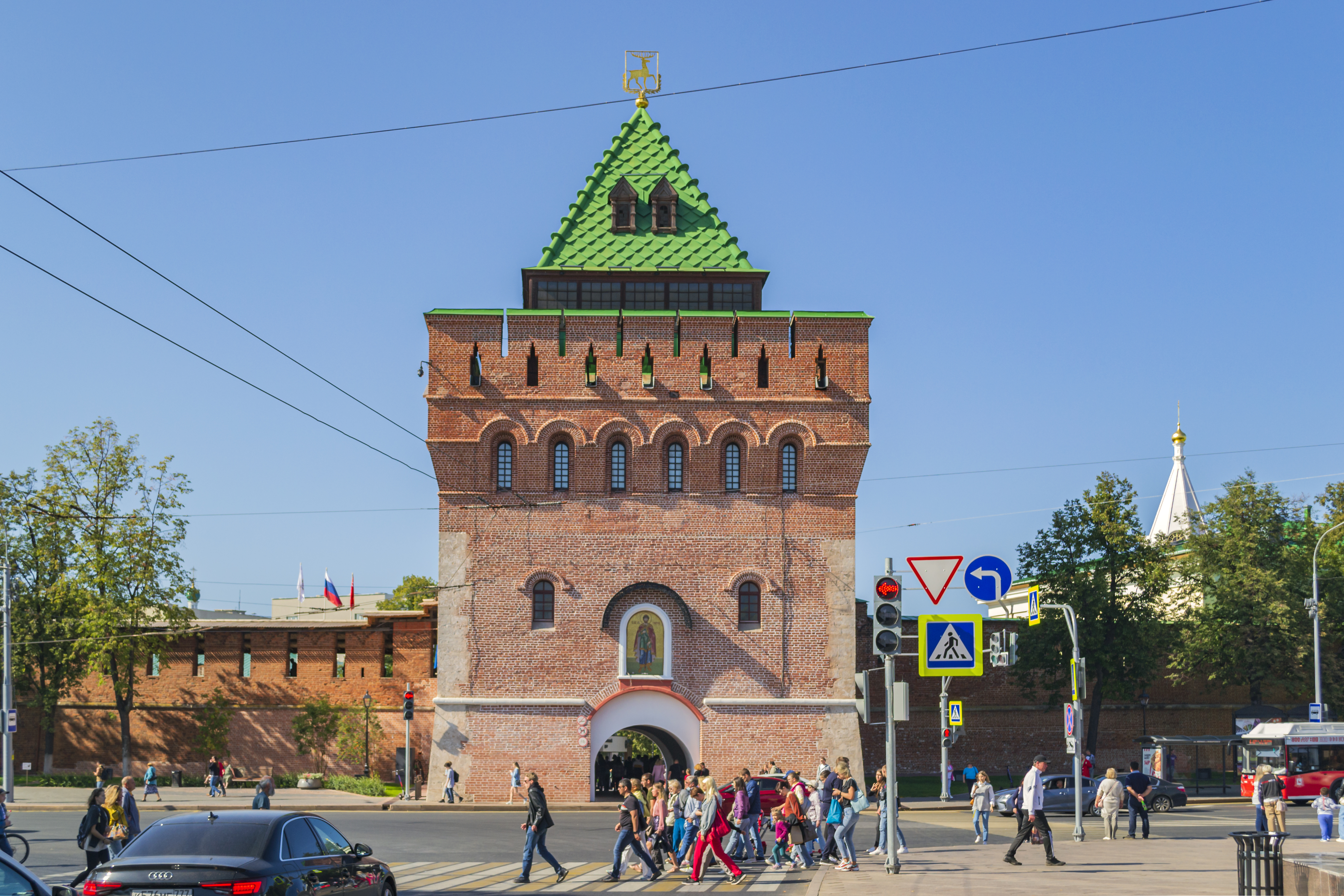
Tour Dmitrievskaïa
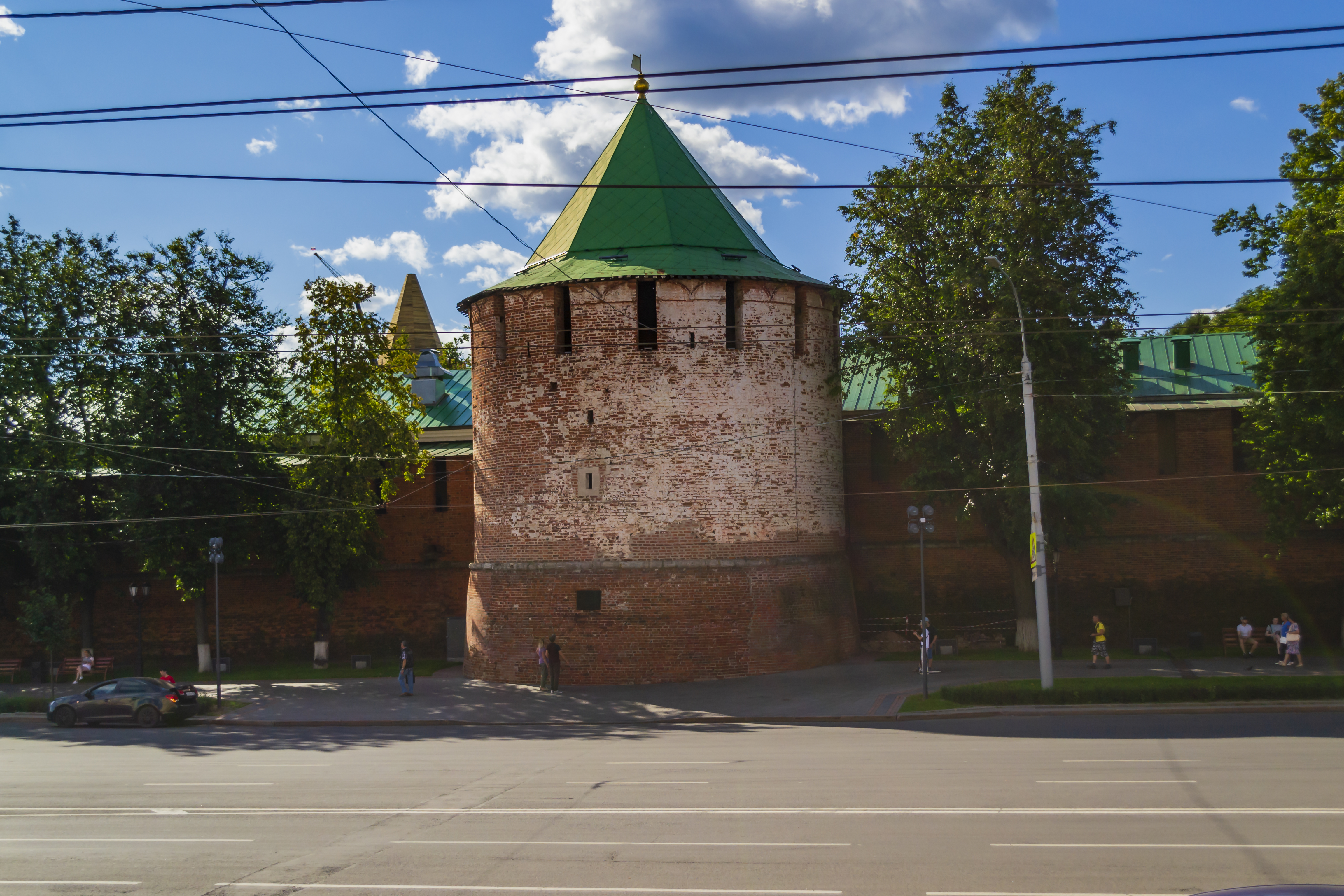
Tour Porokhovaïa